# Krasztev Péter
Krasztev Péter (Budapest, 1965. március 13. –) magyar irodalomtörténész, műfordító, antropológus, szerkesztő. Az irodalomtudományok kandidátusa (1994).

## Életpályája
Szülei: Krasztev Krasztju és Kemenes Magdolna. 1984–1989 között az Eötvös Loránd Tudományegyetem Bölcsészettudományi Kar orosz-bolgár-összehasonlító irodalomtudomány szakán tanult. 1989–1996 között a Magyar Tudományos Akadémia Irodalomtudományi Intézet aspiránsa, tudományos munkatársa, majd főmunkatársa volt. 1990–1991 között a Beszélő szerkesztője volt. 1990–1992 között a Friedrich Naumann Alapítvány délkelet-európai szakértője volt. 1992-től a Haemus és az Orpheus szerkesztője. 1997–1998 között a Collegium Budapest közép-európai regionális tudományos koordinátora volt. 1998-tól a Közép-európai Egyetem docense. 1999-től az Eötvös Loránd Tudományegyetem kulturális antropológia tanszékén előadó. 1999–2002 között az Országos Tudományos Kutatási Alapprogramok (OTKA) poszt-doktori ösztöndíjasa volt. 2002–2004 között a Support to Civil Society EC CARDS (civil szektort építő és a marginalizált csoportok önszervezeződését támogató) Project projektvezetője Dél- és Nyugat-Szerbiában. 2005–2010 között a pozsonyi Magyar Köztársaság Kulturális Intézet igazgatója és II. Osztály Követségi titkára volt. 2008-ban közigazgatási szakvizsgát tett. 2011-től az egri Eszterházy Károly Főiskola Politológia Tanszékének docense. A 2014-es európai parlamenti választáson az Együtt-PM jelöltje volt. 2014 óta a Budapesti Gazdaságtudományi Egyetem docense.

## Művei
- Áttűnések. A századforduló irodalma Közép- és Kelet-Európában (társszerkesztő, 1992)
- A mutáns egzotikuma. Bolgár posztmodern esszék (Budapest, 1993, 2000)
- Ismét újra kell születnünk. Szimbolista irányzat a közép- és kelet-európai irodalmakban (Budapest, 1994)
- Az őskönyv. Mai albán elbeszélések (Bashkim Shehu-val; Budapest, 1994, 2000)
- Halott világok - lehetséges világok (Lengyel esszék; Pálfalvi Lajossal; 1994)
- Mítosz, semmi más. Írások irodalomról, filmrôl, hétköznapokról Közép- és Kelet-Európában (Budapest, 1997)
- Pogledat na perszieca. (Válogatott tanulmányok, Szófia, 2001)
- Od drugata srtana na normalnoto (Válogatott tanulmányok, Szkopje, 2001)
- Vzgljad Persza (Válogatott tanulmányok, Moszkva, Roszpen, 2005)
- Visegrádi füzetek. Visehradské zápisníky. Visegrad Discussion Papers. 1-6. (Palisády-Védcülöp Alapítvány, 2009)
- Tarka ellenállás. Kézikönyv rebelliseknek és békéseknek (Budapest, 2013)

## Díjai
- Az Európai Unió Irodalmi Díja (2014)